# Artur Haurus
Artur Jurjewicz Haurus, błr. Артур Юр'евiч Гаўрус, ros. Артур Юрьевич Гаврус – Artur Jurjewicz Gawrus (ur. 3 stycznia 1994 w Raciczach) – białoruski hokeista, reprezentant Białorusi.

## Kariera klubowa
- HK Nioman Grodno 2 (2009-2011)
- Owen Sound Attack (2011-2012)
- HK Nioman Grodno (2012)
- HK Nioman Grodno 2 (2012)
- Owen Sound Attack (2013)
- Dynama Mińsk (2013-2015)
- Sport (2015)
- Dynama Mińsk (2015-2019)
- HK Szynnik Bobrujsk (2014/2015)
- HK Dynama Mołodeczno (2014-2015, 2017-2019)
- Dinamo Sankt Petersburg (2019-2021)
- Mietałłurg Żłobin (2021-2023)
- HK Brześć (2023-)

Wychowanek Niomana Grodno. Początkowo grał w rezerwach klubu. W KHL Junior Draft w 2011 został wybrany przez Atłant Mytiszczi (runda 1, numer 18). W tym samym roku wyjechał do Kanady i od tego czasu grał w tamtejszych juniorskich rozgrywkach OHL w ramach CHL. W drafcie NHL z 2012 został wybrany przez New Jersey Devils. W tym czasie wrócił do Grodna i grał w drużynie seniorskiej w pierwszej części sezonu 2012/2013 rozgrywek białoruskiej ekstraligi. W styczniu 2013 ponownie wyjechał do drużyny OHL i dokończył z nią sezon. Od lipca 2013 zawodnik Dynama Mińsk i rozpoczął grę w lidze KHL sezonu 2013/2014. W maju 2014 przedłużył kontrakt z klubem o rok. Od czerwca do sierpnia 2015 zawodnik fińskiego klubu Vaasan Sport. Od sierpnia 2015 ponownie był graczem Dynama Mińsk. Na początku lutego 2019 został zwolniony z tego klubu i przetransferowany do Dynama Mołodeczno, w którym dotychczas równolegle występował. W lipcu 2019 przeszedł do rosyjskiego klubu Dinamo Sankt Petersburg. Od 2021 zawodnik Mietałłurga Żłobin. W grudniu 2023 przeszedł do HK Brześć.

## Kariera reprezentacyjna
Występował w kadrach juniorskich kraju na turniejach mistrzostw świata do lat 18 w 2010 (Elita), 2011, 2012 (Dywizja I), do lat 20 w 2013, 2014 (Dywizja I – kapitan reprezentacji). W kadrze seniorskiej uczestniczył w turniejach mistrzostw świata w 2013, 2015, 2016, 2018 (Elita).

## Sukcesy
Reprezentacyjne
- Awans do MŚ Dywizji IA do lat 18: 2012

Klubowe
- Złoty medal mistrzostw Białorusi: 2022 z Mietałłurgiem Żłobin

Indywidualne
- Mistrzostwa świata do lat 18 w hokeju na lodzie mężczyzn 2010:
  - Jeden z trzech najlepszych zawodników reprezentacji na turnieju[11]
- Mistrzostwa świata do lat 18 w hokeju na lodzie mężczyzn 2011 Dywizja IB:
  - Drugie miejsce w klasyfikacji strzelców turnieju: 6 goli[12]
  - Trzecie miejsce w klasyfikacji kanadyjskiej turnieju: 10 punktów[13]
  - Najlepszy zawodnik reprezentacji na turnieju[14]
- Mistrzostwa Świata Juniorów w Hokeju na Lodzie 2013/I Dywizja:
  - Trzecie miejsce w klasyfikacji strzelców turnieju: 5 goli[15]
  - Trzecie miejsce w klasyfikacji asystentów turnieju: 5 asyst[16]
  - Pierwsze miejsce w klasyfikacji kanadyjskiej turnieju: 10 punktów[17]
  - Trzecie miejsce w klasyfikacji +/− turnieju: +7[18]
  - Najlepszy zawodnik reprezentacji na turnieju[19]
  - Najlepszy napastnik turnieju[20]
- Mistrzostwa Świata Juniorów w Hokeju na Lodzie 2014/I Dywizja#Grupa A:
  - Drugie miejsce w klasyfikacji strzelców turnieju: 5 goli[15]
  - Pierwsze miejsce w klasyfikacji asystentów turnieju: 6 asyst[16]
  - Pierwsze miejsce w klasyfikacji kanadyjskiej turnieju: 11 punktów[21]
  - Drugie miejsce w klasyfikacji +/− turnieju: +6[22]
  - Czwarte miejsce w klasyfikacji skuteczności wygrywanych wznowień: 62,50%[23]
  - Najlepszy zawodnik reprezentacji na turnieju[24]
- Ekstraliga białoruska w hokeju na lodzie (2017/2018):
  - Trzecie miejsce w klasyfikacji strzelców w fazie play-off: 6 goli[25]
- Ekstraliga białoruska w hokeju na lodzie (2018/2019):
  - Drugie miejsce w klasyfikacji strzelców w fazie play-off: 7 goli[26]